# کالمازان
کالمازان (انگلیسی: Kalmazan) یک شهرک در شهرستان میشکینسکی استان باشقیرستان کشور روسیه است.